# Malaysiocapritermes
Malaysiocapritermes es un género de termitas isópteras perteneciente a la familia Termitidae que tiene las siguientes especies:
1. Malaysiocapritermes dakshinae
2. Malaysiocapritermes holmgreni
3. Malaysiocapritermes huananensis
4. Malaysiocapritermes keralai
5. Malaysiocapritermes longignathus
6. Malaysiocapritermes prosetiger
7. Malaysiocapritermes sinicus
8. Malaysiocapritermes zhangfengensis